# Dasymaschalon tibetense
Dasymaschalon tibetense är en kirimojaväxtart som beskrevs av X. L. Hou. Dasymaschalon tibetense ingår i släktet Dasymaschalon, och familjen kirimojaväxter. Inga underarter finns listade i Catalogue of Life.